# Campeonato Mundial Feminino de Xadrez de 1935

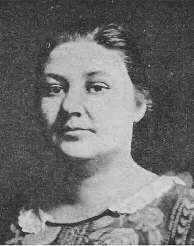
Vera Menchik, a vencedora do campeonato.

O Campeonato Mundial de Xadrez de 1935 foi a quinta edição da competição organizada pela FIDE e realizada na Varsóvia entre os dias 16 e 31 de agosto, em conjunto com a Olimpíada de xadrez de 1935. A vencedora foi novamente Vera Menchik.

## Tabela de resultados
| #  | Jogador          | 1 | 2 | 3 | 4 | 5 | 6 | 7 | 8 | 9 | 10 | Total |
| -- | ---------------- | - | - | - | - | - | - | - | - | - | -- | ----- |
| 1  | Vera Menchik     | x | 1 | 1 | 1 | 1 | 1 | 1 | 1 | 1 | 1  | 9     |
| 2  | Regina Gerlecka  | 0 | x | ½ | ½ | 1 | 1 | 1 | ½ | 1 | 1  | 6½    |
| 3  | Gisela Harum     | 0 | ½ | x | ½ | 1 | 1 | 1 | 1 | 0 | 1  | 6     |
| 4  | Olga Menchik     | 0 | ½ | ½ | x | ½ | ½ | ½ | 1 | 1 | 1  | 5½    |
| 5  | H. Thierry       | 0 | 0 | 0 | ½ | x | 1 | 1 | ½ | 1 | 1  | 5     |
| 6  | Edith Holloway   | 0 | 0 | 0 | ½ | 0 | x | 1 | 0 | 1 | 1  | 3½    |
| 7  | Róza Herman      | 0 | 0 | 0 | ½ | 0 | 0 | x | 1 | 1 | 1  | 3½    |
| 8  | C. Skjönsberg    | 0 | ½ | 0 | 0 | ½ | 0 | 1 | x | 1 | 0  | 3     |
| 9  | Natalia Kowalska | 0 | 0 | 1 | 0 | 0 | 0 | 0 | 0 | x | ½  | 1½    |
| 10 | A.M.S. O'Shannon | 0 | 0 | 0 | 0 | 0 | 0 | 0 | 1 | ½ | x  | 1½    |